# Ronnie Lombard
Ronald Peter „Ronnie” Lombard (ur. 28 lipca 1928) – południowoafrykański gimnastyk, uczestnik Igrzysk Olimpijskich w 1952 w Helsinkach i Igrzysk Olimpijskich w 1956 w Melbourne.

## Kariera

### Igrzyska Olimpijskie 1952
W Helsinkach Ronnie Lombard wystąpił w wieloboju gimnastycznym, który ukończył na 139. miejscu (na 185 zawodników). Najlepszym wynikiem w pojedynczej konkurencji była 98. lokata w ćwiczeniach na koniu z łękami i drążku.

### Igrzyska Olimpijskie 1956
W Melbourne afrykański gimnastyk zawody ukończył na 51. miejscu na 63 gimnastyków. Najlepszą jego konkurencją były ćwiczenia na drążku, w których był 43.